# Oilily
Oilily is een van oorsprong Nederlandse producent van kinderkleding. 

## Geschiedenis
Oilily werd in 1963 opgericht door Willem en Marieke Olsthoorn uit Tilburg. Na de geboorte van hun baby maakte het stel zelf babykleertjes. Toen ze vele positieve reacties ontvingen, besloten ze een kinderkledinglijn te beginnen. Het bedrijf onderscheidde zich door het gebruik van bonte kleuren en patronen. Ondanks de successen ging het bedrijf in 1981 failliet, met name door de hoge productiekosten. 
Na een doorstart wordt de productie ondergebracht in het buitenland, met name India.  Het bedrijf groeide  vervolgens uit tot een internationale onderneming met 300 eigen vestigingen wereldwijd. In 2003 werd een meerderheidsbelang verkocht aan ABN AMRO Participaties en H2 Equity partners, met in de hoogtijdagen een omzet tussen 70-90 miljoen euro. 
In maart 2009 werd Oilily overgenomen door het echtpaar Hollander-Ward, mede-eigenaar van H2 Equity, die kort daarop faillissement aanvroegen. Na het faillissement in 2009 kochten de oud-oprichters, (familie Olsthoorn) de naamrechten en een deel van de voorraad op en startte de onderneming opnieuw in een bedrijfspand in Alkmaar. In het najaar van 2016 kwam Oilily landelijk in het nieuws nadat grootaandeelhouder Willem Olsthoorn een deel van zijn familie uit het managementteam ontsloeg.